# Spencer Thomas
Spencer Thomas (* 26. August 1997) ist ein britischer Mittelstreckenläufer, der sich auf den 800-Meter-Lauf spezialisiert hat.

## Sportliche Laufbahn
Erste internationale Erfahrungen sammelte Spencer Thomas im Jahr 2015, als er bei den Junioreneuropameisterschaften in Eskilstuna bis in das Halbfinale gelangte und dort mit 1:51,64 min ausschied. Im Jahr darauf scheiterte er bei den U20-Weltmeisterschaften in Bydgoszcz mit 1:52,54 min in der ersten Runde und 2019 gewann er bei den U23-Europameisterschaften in Gävle in 1:49,06 min die Silbermedaille hinter dem Polen Mateusz Borkowski. 
2019 wurde Thomas britischer Meister im 800-Meter-Lauf.

## Persönliche Bestleistungen
- 800 Meter: 1:46,08 min, 30. August 2019 in Tonbridge
  - 800 Meter (Halle): 1:49,12 min, 12. Februar 2017 in Sheffield